# لشکرکشی جزایر گیلبرت و مارشال
لشکرکشی جزایر گیلبرت و مارشال (انگلیسی: Gilbert and Marshall Islands campaign) یک سری نبرد میان نیروهای امپراتوری ژاپن و ارتش ایالات متحده آمریکا در جریان جنگ اقیانوس آرام در جنگ جهانی دوم بود که از نوامبر ۱۹۴۳ تا فوریه ۱۹۴۴ طول کشید. این نبردها اولین سری از پیشروی ناوگان اقیانوس آرام ایالات متحده و سپاه تفنگداران دریایی ایالات متحده آمریکا در طول اقیانوس آرام بود. هدف از این عملیات ایجاد پایگاه‌های هوایی و دریایی بود که اجازه ادامه عملیات در میانه اقیانوس آرام را می‌داد. گالوانیک و کوربش نام کد عملیات‌ها برای جزایر گیلبرت بودند و که تسخیر تاراوا و ماکین را نیز شامل می‌شدند. فلینت لاک و کچپل عملیات‌هایی بودند که پایگاه‌های ژاپن در آب‌سنگ حلقوی کواجالین، آب‌سنگ حلقوی انوتاک، ماجورو و جزایر مارشال افتاد. مجموع این عملیات‌ها با پیروزی ایالات متحده آمریکا به پایان رسید.